# Alexander Meschnig
Alexander Meschnig (* 1965 in Dornbirn) ist ein österreichischer Politikwissenschaftler und Publizist.

## Leben
Nach dem Abitur 1983 in Dornbirn studierte er von 1984 bis 1991 Psychologie und Pädagogik in Innsbruck mit dem Abschluss als Magister. Seit 1992 lebt er als freischaffender Publizist und Psychologe in Berlin, wo er 2007 am Institut für Politikwissenschaften der Humboldt-Universität zu Berlin promoviert wurde.
Meschnig veröffentlichte mehrere Bücher, unter anderem über die Kulturgeschichte der Arbeit, nachdem er Erfahrungen in einem Berliner Startup-Unternehmen gesammelt hatte. Unter anderem schreibt er für den Blog Die Achse des Guten.
Er ist Mitarbeiter der Berliner Werkstatt für Sozialforschung.

## Auszeichnungen
Die Gesellschaft für Rehabilitationswissenschaften e.V. zeichnete Meschnik für die Publikation Von der beruflichen Vollqualifizierungsmaßnahme zurück in Arbeit in der Fachzeitschrift Die Rehabilitation mit ihrem Forschungs- und Innovationspreis 2018 aus.

## Bücher
- Die Seele: Gefängnis des Körpers: die Beherrschung der Seele durch die Psychologie, Centaurus Verlag, 1993, ISBN 978-3-89085-715-2.
- www.revolution.de: die Kultur der new economy (mit Mathias Stuhr), Rotbuch Verlag, 2001, ISBN 978-3-434-53091-6.
- Markenmacht, Europäische Verlagsanstalt, 2002, ISBN 978-3-434-46112-8.
- Arbeit als Lebensstil, Herausgeberschaft mit Mathias Stuhr, Suhrkamp Verlag, Frankfurt am Main 2003, ISBN 978-3-518-12308-9.
- Wunschlos unglücklich: alles über Konsum (mit Mathias Stuhr), Europäische Verlagsanstalt, 2005, ISBN 978-3-434-50580-8.
- Von Bollywood bis iPod: ein Handbuch für Mitläufer (mit Mathias Stuhr), edition q, 2007, ISBN 978-3-86124-611-4.
- Der Wille zur Bewegung: Militärischer Traum und totalitäres Programm. Eine Mentalitätsgeschichte vom Ersten Weltkrieg zum Nationalsozialismus, transcript Verlag, 2008, ISBN 978-3-89942-955-8.
- Uns kriegt ihr nicht: Wie jüdische Kinder versteckt überlebten (mit Tina Hüttl), Piper ebooks, 2013, ISBN 978-3-492-96180-6.
- Siegen: oder vom Verlust der Selbstbehauptung (mit Parviz Amoghli), Manuscriptum, 2018, ISBN 978-3-944-87275-9.